# 大牟田市立三池小学校
大牟田市立三池小学校（おおむたしりつみいけしょうがっこう）は、福岡県大牟田市大字新町に所在する公立小学校。大牟田市内では最も古い小学校である。

## 態様
校区は大きく三池第一・神田脇（かんだわき）・材木町・今山・平野（ひらの）・高泉・田町・歴木（くぬぎ）・大塔（おおとう）・八角目（はっかくめ）に分けられている。それぞれの地区に公民館が置かれている。ただし、神田脇に関しては、地区内に三池地区公民館があるため、それを利用している。北校舎は2001年（平成13年）から2002年（平成14年）にかけて大改修が行われ、体育館は床板が張り替えられた。また、2008年（平成20年）には創立135周年を迎えた。
昔は敷地内に三池藩陣屋があった。校舎は3階建て二棟。校区の高齢化率はあまり高くなく、年代層のバランスがとれていると言える。明治時代頃には鉄道（現在のJR鹿児島本線にあたる。）を周辺の中心的な地区であった三池に通す計画があったが、地元住民の反対により中止になった。最盛期には生徒数1952人、学級数39を誇った。現在は校区分割などで生徒数400人前後、学級数は12 - 15程度となっている。

## 所在地
- 福岡県大牟田市大字新町289番地1

## 沿革
- 1873年（明治6年） - 創立

## 周辺の施設・文化財
- 公共施設
  - 三池地区公民館
  - 三池郵便局
- 寺院
  - 普光寺と臥龍梅（がりゅうばい）（県指定天然記念物）
  - 定林寺とあじさい（県指定天然記念物）
  - 寿光寺と陣屋門
- 神社
  - 本町（柳川藩）弥剣神社
  - 新町（三池藩）弥剣神社
  - 三池神社（三池山山頂付近）
- 三池藩関連の文化財
  - 三池藩陣屋跡（三池小敷地内）
  - 陣屋玄関大屋根
  - お長屋跡（武士の長屋跡・最近まで陣屋公民館として使われていたが、現在は残っていない）
  - 陣屋門跡（石段のみ・門は寿光寺に移設されている）
  - 井戸跡（陣屋内で使われていた井戸。現在は一の井戸と二の井戸が残る）
  - 修道館跡（藩校・三池小の前身でもある）
  - 陣屋眼鏡橋（陣屋門跡付近に現存している。二級河川堂面川にかかる）

## 周辺地域の催事
- 三池初市 - 町の大通り（大牟田南関主要道路）で開催される祭。3月1 - 2日の2日間。
- 夏祭り - 大蛇山と呼ばれる山車を、氏子たちが引く行事。柳川藩大蛇山と、三池藩大蛇山が出る。三池初市と同じ大通りで7月20日頃に毎年行われる。大蛇山まつり（大蛇山祭とも）も参照。
- 臼かぶり - 柳川藩弥剱（やつるぎ）神社で1月中旬頃行われる。昔、この一帯で80戸を焼いた大火事があったことから、火災よけの行事として毎年行われている。周辺（三池第一・神田脇・材木町など）の小学生（男女）・若者（男）が参加する。小学生はバケツに入れた水を、若者は臼にいれた水をそれぞれかぶる。

## 著名な出身者
- 上田卓三（福岡ダイエーホークス元球団代表） - 卒業
- 原辰徳（読売ジャイアンツ監督） - 一時期在籍